# Ситроен Ц3
Ситроен Ц3 (фр. Citroën C3) је аутомобил који производи француска фабрика аутомобила Ситроен. Производи се од 2002. године тренутно у трећој генерацији.

## Историјат
Ц3 се појавио 2002. године када мења сакса са производних линија (као и модел Ц2 представљен годину дана касније). Тренутно се производи трећа генерација. Производи се са петоро врата у хечбек верзији и у првој генерацији кабриолет са двоје врата зван Ц3 плуриел, као и са троје врата у другој генерацији направљен као премијум модел ДС3. 2008. године појављује се у минивен верзији зван Ц3 пикасо.

### Прва генерација (2002–2009)
Прва генерација је представљена 2001. године на сајму аутомобила у Франкфурту, а са продајом се почело почетком 2002. године. Био је опремљен са бензинским моторима од 1000, 1400 и 1600 кубика, као и дизел-моторима од 1400 и 1600 кубика. Имали су 5-степени мануелни мењач, осим модела са опремом Stop & Start који је имао 5-степени полуаутоматски мењач. Још један виши ниво опреме имао је 4-степени аутоматски мењач. Изграђен је на платформи Пежоа 1007 и 207, а неки делови су исти као код Пежоа 206. Ц3 је 2006. године добило мањи рестајлинг. Промењен је предњи део браник, маска хладњака и задње светлосне групе.

#### Галерија
- I генерација
- I генерација

### Друга генерација (2009–2016)
Друга генерација је откривена медијима јуна 2009. године, а званично на салону аутомобила у Франкфурту септембра исте године. Добија нови дизајн. Заснован је на вијугавом профилу претходног модела и изглед му је у складу са осталим моделима Ситроена. Дужи је и шири од прве генерације, незнатно му је веће међуосовинско растојање. Предњи фарови и задње светлосне групе добијају потпуно нови изглед. Ц3 је на Euro NCAP тесту, 2009. године, добио четири звездице од укупно пет за безбедност. На салону аутомобила у Женеви 2013. године, представљен је редизајн друге генерације.
Друга генерација има нове бензинске prince моторе развијени заједно са БМВ-ом.

#### Мотори
| Модел   | Запремина | Цилиндри/ вентили | Снага          | Мењачи                    | Напомена |
| Бензин  | Бензин    | Бензин            | Бензин         | Бензин                    | Бензин   |
| ------- | --------- | ----------------- | -------------- | ------------------------- | -------- |
| 1.0 VTi | 999 cm³   | 3/12              | 50 kW / 68 КС  | 5° мануелни               |          |
| 1.1 i   | 1124 cm³  | 4/8               | 45 kW / 61 КС  | 5° мануелни               |          |
| 1.2 VTi | 1199 cm³  | 3/12              | 60 kW / 82 КС  | 5° мануелни               |          |
| 1.4 i   | 1360 cm³  | 4/8               | 55 kW / 75 КС  | 5° мануелни               |          |
| 1.4 VTi | 1397 cm³  | 4/16              | 70 kW / 95 КС  | 5° мануелни               |          |
| 1.6 VTi | 1598 cm³  | 4/16              | 88 kW / 120 КС | 5° мануелни, 4° аутоматик |          |
| Дизел   |           |                   |                |                           |          |
| 1.4 HDi | 1398 cm³  | 4/8               | 51 kW / 70 КС  | 5° мануелни               |          |
| 1.6 HDi | 1560 cm³  | 4/16              | 66 kW / 90 КС  | 5° мануелни               |          |
| 1.6 HDi | 1560 cm³  | 4/16              | 81 kW / 110 КС | 6° мануелни               |          |

#### Галерија
- II генерација
- II генерација, редизајн

### Трећа генерација (2016–2023)
Трећа генерација је откривена медијима јуна 2016. године, а званично представљена на салону аутомобила у Паризу октобра исте године. Заснована је на техничкој основи Пежоа 208. Има мање конзервативан дизајн од претходне генерације. Од кросовера Ц4 кактуса позајмљени су бочни заштитни ербапм додаци на доњем делу врата и детаљи унутрашњости, од Ц4 пикаса маска хладњака и дводелни фарови, а од мањег Ц1 двобојна каросерија, која је доступна као доплатна опција. Задњи део возила је инспирисан моделом ДС3, укључујући и дизајн фарова.